# Пузанков Тимур Юрійович
Тимур Юрійович Пузанков (нар. 4 березня 2003, Кременчук, Полтавська область, Україна) — український футболіст, воротар донецького «Шахтаря».

## Клубна кар'єра
Народився в місті Кременчук Полтавської області. У 2006 році вступив до академії місцевого «Кременя». У сезоні 2015/16 років дебютував за кременчуцький клуб у ДЮФЛУ. По завершенні сезону перебрався до академії «Шахтаря». Навесні 2020 року переведений до юнацької (U-19) команди гірників, за яку виступав у юнацькому чемпіонаті України. В Юнацькій лізі УЄФА дебютував 19 жовтня 2021 року в переможному (3:2) домашньому поєдинку 3-го туру групи D проти мадридського «Реалу». Тимур вийшов на поле в стартовому складі та відіграв увесь матч. У сезоні 2021/22 років виходив на поле в 4-х матчах Юнацької ліги УЄФА. Вперше до заявки головної команди «гірників» потрапив 9 листопада 2022 року на переможний (2:0) виїзний поєдинок 12-го туру Прем'єр-ліги України проти рівненського «Вереса», але на полі так і не з'явився, просидів усі 90 хвилин на лаві запасних.
19 грудня 2024 року у ЗМІ з'явилася інформація про зацікавленість до Тимура Пузанкова з боку представника вищого дивізіону чемпіонату Молдови ФК «Бєльці».

## Кар'єра в збірній
Виступав за юнацькі збірні України різних вікових категорій. На міжнародному рівні дебютував за юнацьку збірну України (U-15) 24 травня 2018 року в програному (0:2) виїзному поєдинку проти однолітків з Чехії. Також виступав за юнацькі збірні України U-16 та U-17.
У футболці юнацької збірної України (U-19) дебютував 1 червня 2022 року в переможному (3:2) виїзному поєдинку 6-ї групи кваліфікації юнацького (U-19) чемпіонату Європи проти юнацької збірної Норвегії (U-19). Тимур вийшов на поле в стартовому складі та відіграв увесь матч, а на 90+1-й хвилині отримав жовту картку. У червні 2022 року провів 2 поєдинки за команду U-19.